# ガブリエル・トルジェ
ガブリエル・アンドレイ・トルジェ（Gabriel Andrei Torje, ルーマニア語発音: [ˈtorʒe], 1989年11月22日 - ）は、ルーマニア・ティミショアラ出身の同国代表サッカー選手。FCファルル・コンスタンツァ所属。ポジションはFW 。
鋭いドリブルと高い得点力を誇り、「ルーマニアのリオネル・メッシ」と称される。2011年にルーマニア年間最優秀選手賞を受賞。

## 経歴

### クラブ

#### ポリテフニカ・ティミショアラ
8歳から14歳までをルーマニアのCS FC Sarbianca Giuchici Timișoaraで過ごした後、FC CFRティミショアラを経て、2005-06シーズンにゲオルゲ・ハジ監督によってリーガ1のFCポリテフニカ・ティミショアラに引き抜かれ、FCアルジェシュ・ピテシュティ戦で初出場を飾る。出場2試合目のFCファルル・コンスタンツァ戦で初得点を挙げた。

#### ディナモ・ブカレスト
ポリテフニカ・ティミショアラでは38試合出場3得点の活躍を見せた後、2008年1月15日に移籍金250万ユーロでFCディナモ・ブカレストと5年契約を締結する。以来、ヤニス・ジクら実力者を押しのけて攻撃陣を牽引する中、2011年5月6日のCFRクルジュ戦でリーガ1通算出場100試合目を達成した。

#### ウディネーゼ
2011年8月30日に移籍金700万ユーロでセリエA (イタリア1部) のウディネーゼ・カルチョと5年契約を締結する。チームに合流後の練習が僅か5日だったにもかかわらず、初出場を飾った9月11日のUSレッチェ戦でのパフォーマンスは、アレクシス・サンチェス移籍の影響を感じさせない程だった。2012年2月5日のACFフィオレンティーナ戦 (2-3) で初得点、3月4日のUSチッタ・ディ・パレルモ戦 (1-1) で自身2得点目となる同点ゴールを挙げた。

#### グラナダへの期限付き移籍
2012年6月8日に多くの出場機会を得る為、ウディネーゼと同じくジャンパオロ・ポッツォ会長が所有するプリメーラ・ディビシオン (スペイン1部) のグラナダCFへ2012-13シーズン終了までの期限付き移籍に出される。グラナダではウディネーゼ時代とは打って変わり、8月20日のラーヨ・バジェカーノ戦での初出場以来チームに不可欠な選手として活躍。前半戦の時点において、同国の移籍市場で最も成功した移籍の1つと考えられた。また、2013年2月2日のレアル・マドリード戦 (1-0)にて、昨季リーグ王者を相手に勝利を収めることに貢献したパフォーマンスは称賛された。

#### エスパニョールへの期限付き移籍
2013年9月3日にプリメーラ・ディビシオンのRCDエスパニョールへ2013-14シーズン終了までの期限付き移籍に出され (600万ユーロでの買取オプション付き)、13日に正式に加入が決定した。23日のアスレティック・ビルバオ戦 (3-2) で初出場を飾ったが、デビュー戦から印象を残すことが出来ず、10月下旬の時点でリーグ戦僅か39分に留まっていたように出場機会も多く得られず、最終的に出場12試合 (先発6試合) に終わった。

#### トルコへのレンタル
エスパニョールでの生活を終了した後、保有元であるウディネーゼのポッツォ会長が所有するワトフォードFCへの期限付き移籍が予想されたが、2014年6月6日にスュペル・リグ (トルコ1部) のコンヤスポルへ2014-15シーズン終了までの期限付き移籍 (500万ユーロの買取オプション付き) に出される。8月30日のエスキシェヒルスポル戦 (1-2) で初出場初得点を挙げると、自身2試合目となったバルケスィルスポル戦 (2-0) でも得点を挙げるなど、すぐさま主軸としてプレー。1月23日のブルサスポル戦 (2-3) で3得点目、4月5日のトラブゾンスポル戦 (1-0) ではジョゼ・ボシングワのオウンゴールを誘発したシュートを放ち、5月12日のゲンチレルビルリイSK戦 (1-0)、5月18日のベシクタシュJK戦 (1-0) ではそれぞれ決勝点を挙げ、5得点2アシストでシーズンを終了した。2015年、オスマンルスポルFKにレンタル移籍した。

#### テレク・グロズヌイ
2016年7月21日、ロシア・プレミアリーグのFCテレク・グロズヌイと3年契約を結んだ。2017-18シーズンはカルデミル・カラビュックスポルへのシーズンローンが発表され、再びシュペル・リグでプレーすることが決定した。

#### スィヴァススポル
2018年9月1日、スィヴァススポルへ移籍した。

#### AEL
2020年2月4日、AEL 1964に移籍した。

### 代表
U-21代表ではキャプテンとしてプレー。2010年9月3日にEURO2012予選のアルバニア戦でルーマニアA代表デビューを果たし、2011年2月9日の親善試合でのキプロス戦 (1-1) で代表初得点、9月2日のEURO2012予選ルクセンブルク戦 (2-0) で2得点を挙げた。

## 個人成績

### クラブでの出場記録
出典:
| クラブ                  | シーズン         | 国内リーグ               | 国内リーグ | 国内リーグ | 国内カップ | 国内カップ | 欧州カップ | 欧州カップ | 合計 | 合計 |
| クラブ                  | シーズン         | 所属リーグ               | 出場       | 得点       | 出場       | 得点       | 出場       | 得点       | 出場 | 得点 |
| ----------------------- | ---------------- | ------------------------ | ---------- | ---------- | ---------- | ---------- | ---------- | ---------- | ---- | ---- |
| CFRティミショアラ       | 2005-06          | リーガ2                  | 8          | 1          | 1          | 0          | -          | -          | 9    | 1    |
| CFRティミショアラ       | 合計             | 合計                     | 8          | 1          | 1          | 0          | -          | -          | 9    | 1    |
| ポリ・ティミショアラ    | 2005-06          | リーガ1                  | 5          | 1          | 0          | 0          | -          | -          | 5    | 1    |
| ポリ・ティミショアラ    | 2006-07          | リーガ1                  | 15         | 0          | 3          | 0          | -          | -          | 18   | 0    |
| ポリ・ティミショアラ    | 2007-08          | リーガ1                  | 17         | 1          | 1          | 0          | -          | -          | 18   | 1    |
| ポリ・ティミショアラ    | 合計             | 合計                     | 37         | 2          | 4          | 0          | -          | -          | 41   | 2    |
| ポリ・ティミショアラII  | 2006-07          | リーガ2                  | 8          | 4          |            |            | -          | -          | 8    | 4    |
| ポリ・ティミショアラII  | 合計             | 合計                     | 8          | 4          |            |            | -          | -          | 8    | 4    |
| ディナモ・ブカレスト    | 2007-08          | リーガ1                  | 15         | 1          | 1          | 0          | 0          | 0          | 16   | 1    |
| ディナモ・ブカレスト    | 2008-09          | リーガ1                  | 30         | 3          | 3          | 0          | 2          | 0          | 35   | 3    |
| ディナモ・ブカレスト    | 2009-10          | リーガ1                  | 29         | 3          | 3          | 0          | 8          | 0          | 40   | 3    |
| ディナモ・ブカレスト    | 2010-11          | リーガ1                  | 29         | 9          | 4          | 1          | 4          | 1          | 37   | 11   |
| ディナモ・ブカレスト    | 2011-12          | リーガ1                  | 5          | 1          | 0          | 0          | 4          | 1          | 9    | 2    |
| ディナモ・ブカレスト    | 合計             | 合計                     | 108        | 17         | 11         | 1          | 18         | 2          | 137  | 20   |
| ディナモ・ブカレストII  | 2007-08          | リーガ2                  | 1          | 0          |            |            | -          | -          | 1    | 0    |
| ディナモ・ブカレストII  | 2008-09          | リーガ2                  | 1          | 0          |            |            | -          | -          | 1    | 0    |
| ディナモ・ブカレストII  | 合計             | 合計                     | 2          | 0          |            |            | -          | -          | 2    | 0    |
| ウディネーゼ            | 2011-12          | セリエA                  | 21         | 2          | 1          | 0          | 0          | 0          | 22   | 2    |
| ウディネーゼ            | 2013-14          | セリエA                  | 0          | 0          | 0          | 0          | 0          | 0          | 0    | 0    |
| ウディネーゼ            | 合計             | 合計                     | 21         | 2          | 1          | 0          | 0          | 0          | 22   | 2    |
| グラナダ (loan)         | 2012-13          | プリメーラ・ディビシオン | 34         | 3          | 1          | 0          | -          | -          | 35   | 3    |
| グラナダ (loan)         | 合計             | 合計                     | 34         | 3          | 1          | 0          | -          | -          | 35   | 3    |
| エスパニョール (loan)   | 2013-14          | プリメーラ・ディビシオン | 12         | 0          | 3          | 0          | -          | -          | 15   | 0    |
| エスパニョール (loan)   | 合計             | 合計                     | 12         | 0          | 3          | 0          | -          | -          | 15   | 0    |
| コンヤスポル (loan)     | 2014-15          | スュペル・リグ           | 27         | 5          | 9          | 1          | -          | -          | 36   | 6    |
| コンヤスポル (loan)     | 合計             | 合計                     | 27         | 5          | 9          | 1          | -          | -          | 36   | 6    |
| オスマンルスポル (loan) | 2015-16          | スュペル・リグ           | 23         | 3          | 1          | 0          | 0          | 0          | 24   | 3    |
| オスマンルスポル (loan) | 合計             | 合計                     | 23         | 3          | 1          | 0          | 0          | 0          | 24   | 3    |
| キャリア通算成績        | キャリア通算成績 | キャリア通算成績         | 280        | 39         | 32         | 2          | 18         | 2          | 330  | 40   |

### 代表での成績
出典:
| ルーマニア代表 | ルーマニア代表 | ルーマニア代表 |
| 年             | 出場           | 得点           |
| -------------- | -------------- | -------------- |
| 2010           | 3              | 0              |
| 2011           | 12             | 4              |
| 2012           | 9              | 3              |
| 2013           | 11             | 2              |
| 2014           | 3              | 0              |
| 2015           | 7              | 0              |
| 2016           | 5              | 2              |
| Total          | 50             | 11             |

#### 代表での得点
出典:
| #   | 開催日         | 開催地               | 対戦国         | スコア | 結果 | 大会                        |
| --- | -------------- | -------------------- | -------------- | ------ | ---- | --------------------------- |
| 1.  | 2011年2月9日   | パラリムニ           | キプロス       | 0-1    | 1-1  | 親善試合                    |
| 2.  | 2011年9月2日   | ルクセンブルク       | ルクセンブルク | 0-1    | 0-2  | UEFA EURO 2012予選          |
| 3.  | 2011年9月2日   | ルクセンブルク       | ルクセンブルク | 0-2    | 0-2  | UEFA EURO 2012予選          |
| 4.  | 2011年11月15日 | アルタッハ           | ギリシャ       | 0-1    | 1-3  | 親善試合                    |
| 5.  | 2012年8月15日  | リュブリャナ         | スロベニア     | 3-2    | 4-3  | 親善試合                    |
| 6.  | 2012年9月7日   | タリン               | エストニア     | 0-1    | 0-2  | 2014 FIFAワールドカップ予選 |
| 7.  | 2012年9月11日  | ブカレスト           | アンドラ       | 1-0    | 4-0  | 2014 FIFAワールドカップ予選 |
| 8.  | 2013年2月6日   | マラガ               | オーストラリア | 2-3    | 2-3  | 親善試合                    |
| 9.  | 2013年10月11日 | アンドラ・ラ・ベリャ | アンドラ       | 0-3    | 0-4  | 2014 FIFAワールドカップ予選 |
| 10. | 2016年5月29日  | トリノ               | ウクライナ     | 1-0    | 3-4  | 親善試合                    |
| 11. | 2016年6月3日   | ブカレスト           | ジョージア     | 4-1    | 5-1  | 親善試合                    |

## タイトル
- ルーマニア年間最優秀選手賞（英語版）: 2011